# Arachnothère de Whitehead
Arachnothera juliae
Espèce
Statut de conservation UICN

 LC  : Préoccupation mineure
L’Arachnothère de Whitehead (Arachnothera juliae) est une espèce d’oiseaux de la famille des Nectariniidae.

## Répartition
Cette espèce vit en Indonésie et en Malaisie.